# Шад
Шад (старотюрк. šad; кит. ше) e тюркска титла от ирански произход. Най-вероятното му значение е „военноначалник, войвода“. Названието е заето от согдийски или бактрийски *χšaθra-, съответстващо на староиндийското क्षत्र (kśatra)- „член на управляващата или воинска каста, воин“. Първи този титул, според една от тюркските генеалогически легенди (в „Чжоу шу“) са носили Нодулу и неговият син Асян, който завел потомците на вълчицата в Алтай. Шад е Турксант (575 – 610), син на управителя на западната част на Тюркския каганат Истеми. Арменският автор Мовсес Каганкатваци нарича шат предводителя на съюзните на император Ираклий (610 – 641) тюркски войски в Задкавказието (626 – 628). Това всъщност не е лично име, а тюркският титул – „шад“ (šad).